# Villard, Haute-Savoie
Villard är en kommun i departementet Haute-Savoie i regionen Auvergne-Rhône-Alpes i sydöstra Frankrike. Kommunen ligger i kantonen Boëge som tillhör arrondissementet Thonon-les-Bains. År 2022 hade Villard 960 invånare.

## Befolkningsutveckling
Antalet invånare i kommunen Villard
| Referens: INSEE |